# Kogane-jinja

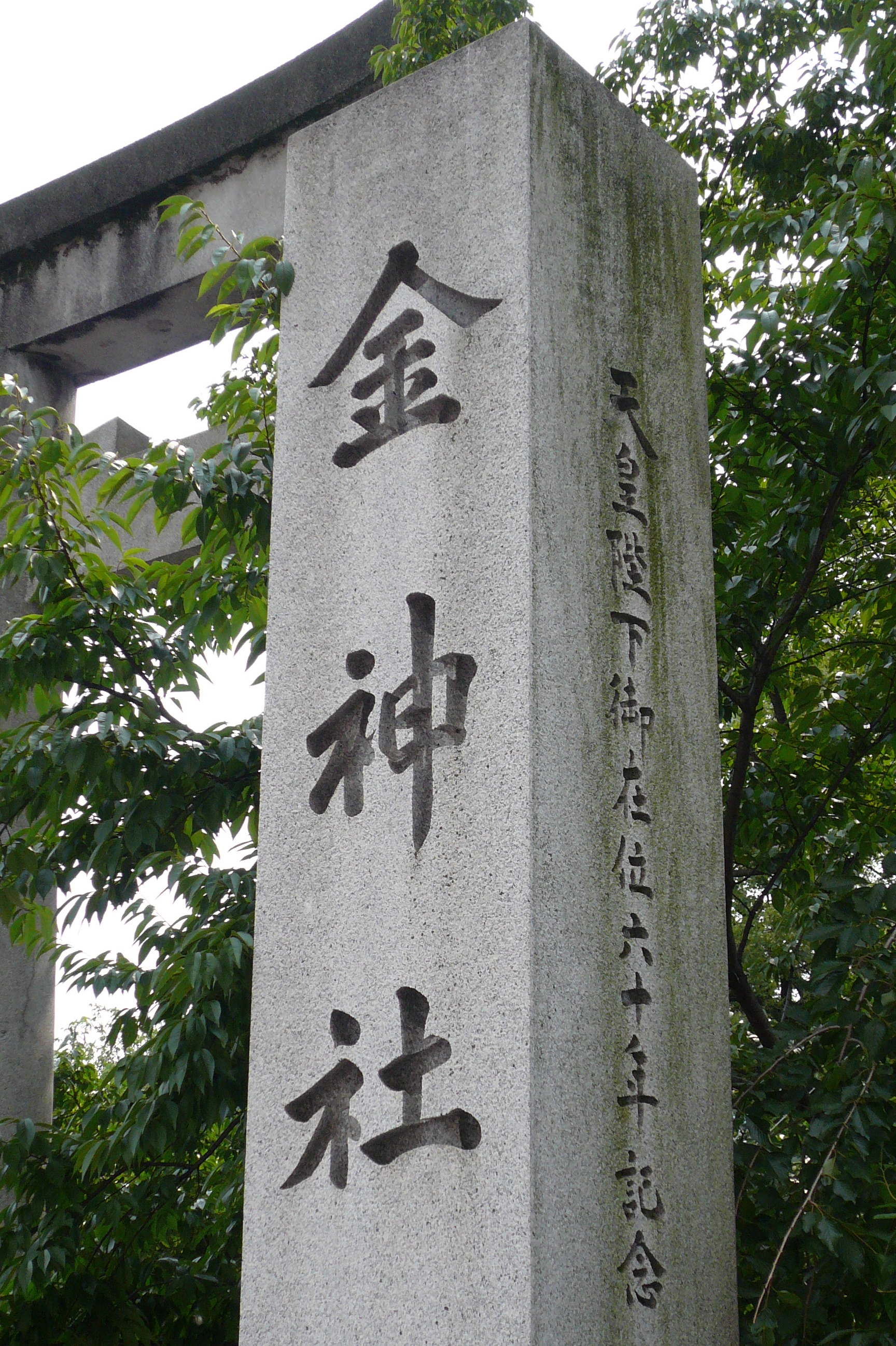
Marqueur près de l'entrée du sanctuaire Kogane.

Le Kogane-jinja (金神社) est un sanctuaire shinto situé dans la ville de Gifu, préfecture de Gifu au Japon.
Construit en 135, il fut longtemps considéré comme un lieu de prière privilégié pour obtenir des faveurs financières.
Quelque 150 000 fidèles y effectuent leur première visite d'un lieu saint de l'année pendant la période de trois jours du Nouvel An (Hatsumōde).
Tous les 5 avril, le Kogane-jinja héberge le matsuri (festival) de Gifu avec l'Inaba-jinja et le Kashimori-jinja.
La proche salle Kogane peut être utilisée comme lieu de communications par les habitants de la ville.

## Histoire
Détruit par le tremblement de terre de Nōbi en 1891, le sanctuaire est reconstruit quatorze ans plus tard en 1905. Il est cependant de nouveau détruit par un bombardement aérien durant la Seconde Guerre mondiale et reconstruit en 1958. L'actuel bâtiment date de 1988.

## Divinité vénérée
La déesse Nunoshihime no mikoto est vénérée au sanctuaire. Elle est la femme du dieu Inishiki-Irihiko no mikoto (au Inaba-jinja) et la mère du dieu Ichihaya no mikoto (au Kashimori-jinja). En raison de la relation entre les trois dieux, ces trois sanctuaires sont étroitement liés.

## Parc Kogane
Le parc Kogane (金公園, Kogane Kōen) est un grand parc situé au sud du Kogane-jinja. Il abrite, entre autres, le centre culturel de la ville de Gifu, un ancien tramway qui permettait de parcourir la ville et une aire de jeux pour enfants.